# Klassenlose Gesellschaft
Die klassenlose Gesellschaft ist ein zentraler Begriff des Marxismus, der eine Gesellschaft ohne soziale Klassen als Ursprung und Endzustand der Menschheitsentwicklung beschreibt.

## Marxistische Theorie
Nach der marxistischen Theorie war die Urgesellschaft als Urkommunismus egalitär und klassenlos. D. h., alle waren ziemlich gleich wohlhabend und übten im Prinzip die gleichen Tätigkeiten aus (Stufe der „Wildheit“). Mit dem Übergang zu Ackerbau und Viehzucht entstand im Zuge der Entwicklung der Produktivkräfte erstmals die Möglichkeit, ein Mehrprodukt zu produzieren, also mehr, als jeder Einzelne zum Leben braucht. Laut Marxismus machte dies dann auch die Klassengesellschaft möglich, da das Mehrprodukt dazu dienen konnte, eine herrschende Klasse, die selbst am unmittelbaren Produktionsprozess nicht beteiligt war, zu ernähren. So wurde das Mehrprodukt für Notzeiten in besonderen Speichern aufbewahrt, die dann aber auch bewacht werden mussten, und gerade wenn eine Notzeit ausbrach, waren Leute notwendig, die gegen die unmittelbaren Ängste der Bevölkerung diese Vorräte verteidigten, damit nicht in der ersten Not gleich alles aufgegessen wurde. Diese Leute waren also bemächtigt, über die Schicksale ihrer Mitbürger zu entscheiden, da sie die Einzigen waren, die über die Befugnisse verfügten, die Mehrprodukte zu verteilen.  Sie mussten mächtig sein, mächtiger als die Masse der Bevölkerung. Die herrschende Klasse und die Klassengesellschaft war geboren (Negation der klassenlosen Gesellschaft durch die Klassengesellschaft, erste Negation). Am Ende der Entwicklung sollte nach Marx wiederum eine klassenlose Gesellschaft stehen (Stufe der „Freiheit“), welche die Klassengesellschaft negierte, zweite Negation oder Negation der Negation, hegelianisch ausgedrückt.
Diese Gesellschaft soll als der genossenschaftliche Zusammenschluss freier Produzenten organisiert sein, die Besitzer der Produktionsmittel und gleichzeitig ihre eigenen Angestellten sind. Privatbesitz an Produktionsmitteln gibt es nicht mehr. Bei den Produktionsmitteln handelt es sich um gesellschaftliches Eigentum. Weil alle Fragen auf basisdemokratischer Ebene entschieden werden könnten, sei der Staat als Instrument der Klassenherrschaft nicht mehr notwendig und würde, wenn er tatsächlich überflüssig geworden sei, absterben. Dadurch, dass nach der proletarischen Revolution die Wirtschaft nicht mehr durch Konkurrenz und Krisen zu Fehlentwicklungen gezwungen sei, steigere sich die Produktion ungemein. Auch die Landwirtschaft werde rationalisiert, weil sie im Großen und nicht auf kleinen, privaten Parzellen betrieben wird. Es würde gelingen, den Mangel zu beseitigen, sodass es letztlich möglich sei, jeden Menschen nach seinen (vernünftigen) Bedürfnissen zu versorgen. Vorausgesetzt, dass überall auf der Welt die Diktatur des Proletariats errichtet und die Kapitalisten enteignet worden sind und sich alles günstig entwickle, solle es dann wegen der vorhandenen Überproduktion möglich sein, dass die Menschen bei der Arbeit ihren Neigungen folgen und keine festen Berufe zu haben brauchten, sondern sich je nach Interesse und eigenem Verstand kurzfristig entscheiden könnten, welche Tätigkeit sie ausüben wollten und welche gerade sinnvoll sei. Die Arbeit sei nicht mehr entfremdet, sondern Ausdruck der Persönlichkeit.
Schon nach der Revolution im Laufe der Entwicklung des Sozialismus (Diktatur des Proletariats) verschwinden infolge der Aneignung der Produktionsmittel und des technischen Fortschritts (industrielle Methoden in der Landwirtschaft, Automatisierung) die Klassenunterschiede zwischen Arbeitern, Bauern, Intelligenz und anderen Schichten. Gleiche Rechte und Pflichten prägen sich aus bzw. werden gesetzlich geschaffen (z. B. 8-Stunden-Tag, ähnliche Urlaubsregelungen, Angleichung des Lohnniveaus aller Klassen und Schichten), bis schließlich allmählich nach der marxistischen Theorie keine Klassen mehr unterschieden werden könnten und eine klassenlose Gesellschaft vorherrsche.
Als Voraussetzung für eine klassenlose Gesellschaft wird im Marxismus die Abschaffung der Ausbeutung des Menschen durch den Menschen und des Privateigentums an Produktionsmitteln angesehen. Dies wiederum setzt einen hohen Entwicklungsstand der Produktivkräfte voraus, der aber grundsätzlich innerhalb des Kapitalismus erreicht wird, da die Konkurrenz die Kapitalisten zwingt, die Arbeitsproduktivität immer weiter zu steigern. Dies wird von Marx auch als die „historische Mission“ des Kapitals bezeichnet, frühere „Produktionsweisen“ waren durch geringeren technischen Fortschritt gekennzeichnet. Jedoch verstand sich Marx nicht als Theoretiker des Sozialismus, auch wenn er aus dem Kapitalismus allgemeine Rückschlüsse auf die Folgen der revolutionären oder zweiten Negation zog. Die wenigen Aussagen über denkbare sozialistische Verhältnisse, die von Marx selbst stammen, sind Extrapolationen seine Kapitalismus-Analyse.

## Praxis im Realsozialismus
In der Praxis der kommunistisch regierten Staaten (deren Charakter innerhalb des Marxismus umstritten ist) war der Staat besonders auch wegen der ausgebliebenen Weltrevolution freilich nicht überflüssig geworden, sondern beinhaltete auch wegen der Entscheidungshoheit über die Wirtschaft eine sehr große Machtfülle. Trotz der fehlenden Weltrevolution und anderen Schwierigkeiten wurde das Ziel der klassenlosen Gesellschaft als anzustrebendes Ideal beibehalten. Obwohl es im Sozialismus noch Klassen gab, waren diese nach DDR-Doktrin nicht länger durch antagonistische Beziehungen gekennzeichnet, sondern durch Bündnisse und gegenseitige Annäherung. Diese Form der Klassengesellschaft sei die Voraussetzung für die Aufhebung aller Klassen und ihre weitere Entwicklung im Übergang in die klassenlose Gesellschaft.